# Кимерийци
Кимерийците (Kimmerier, Cimmerians, Kimmerians; на гръцки: Κιμμέριοι, Kimmerioi; асирийски: Gimir-ri/Gimir-rai, Gimir, библейски: Гомер), са народ на конници номади.
Според гръцките автори като Херодот те са населявали Кимерийския Босфор (днешния Керченски проток между Крим и Южна Русия) и в Северен Кавказ.
Кимерийците са били трако или ирано-говорещи, които под натиска на скитите са мигрирали през 7 – 8 век пр.н.е. от северното Причерноморие в Задкавказието.
През 696 – 695 г. пр.н.е. завоюват Фригия. Достигат върха на могъществото си през 652 г. пр.н.е., след като завземат Сарди, столицата на Лидия. Скоро след това обаче са победени от лидийците и името им спира да се споменава.